# Kapandriti (Elida)
Kapandriti (greacă Καπανδρίτι) este un oraș în Grecia în Prefectura Elida.